# Planeta maimuțelor: Noul regat
Planeta maimuțelor: Noul regat (titlu original: Kingdom of the Planet of the Apes) este un film SF american din 2024 regizat de Wes Ball după un scenariu scris de Josh Friedman. Este o continuare a filmului Planeta Maimuțelor: Războiul (2017), al patrulea film din seria relansată Planeta maimuțelor și al zecelea film al francizei. Acțiunea are loc la 300 de ani după evenimentele din Planeta maimuțelor: Războiul și îl are în primplan pe tânărul cimpanzeu Noa care pornește într-o călătorie alături de un om, tânăra Mae, drum care va stabili viitorul maimuțelor și al oamenilor.
Planeta maimuțelor: Noul regat a avut premiera la Los Angeles, pe 2 mai 2024.

## Prezentare
În jurul anului 2328, la mai bine de 300 de ani de la moartea lui Cezar, „Moise” al poporului maimuțelor, mai multe clanuri de primate împart acum locul liniștit înspre care i-a condus liderul lor istoric. Afară, oamenii au regresat în sălbăticie. În timp ce unele clanuri l-au uitat pur și simplu pe Cezar, altele i-au corupt și dogmatizat învățătura pentru a stabili autoritatea unui imperiu.
În acest context, Proximus, un lider bonobo încearcă să unifice clanurile de maimuțe folosind tehnologia umană străveche. Noa, o altă maimuță, al cărei popor tocmai a fost înrobit, este forțată să fugă pentru a-și menține libertatea. Apoi găsește pe drum un tânăr om care pare să fie cheia călătoriei sale.

## Distribuție
- Owen Teague în rolul Noa, un tânăr cimpanzeu vânător.
- Freya Allan în rolul Mae / Nova,[7] o tânără care se alătură lui Noa în călătoria sa, în timp ce are o agendă proprie.[8] Mai târziu se dezvăluie că poate vorbi.[7] I se dă numele „Nova” de către Noa și Raka, o referire la personajul cu același nume din Planeta Maimuțelor: Războiul.
- Kevin Durand în rolul Proximus Caesar, un bonobo ambițios[9] care conduce un clan de maimuțe de pe coastă în căutarea tehnologiilor umane.[8][10][11]
- Peter Macon în rolul Raka, un urangutan înțelept și virtuos care devine un aliat al lui Noa.[8][12]
- William H. Macy în rolul Trevathan,[13] un om oportunist care îl învață istoria oamenilor pe Proximus Caesar.[14]
- Travis Jeffery[15] în rolul Anaya, un cimpanzeu și un prieten cu Noa.[16]
- Lydia Peckham[15] în rolul Soona, o femeie cimpanzeu și o prietenă cu Noa.[16]
- Neil Sandilands[15] în rolul Koro, tatăl lui Noa.[17]
- Eka Darville în rolul Sylva, o gorilă cu spatele argintiu și comandantul loial al armatei lui Proximus.[18][19]

## Producție
Dezvoltarea unui nou film din seria Planeta maimuțelor a început în aprilie 2019, după achiziționarea de către Disney a 20th Century Fox, Wes Ball fiind angajat ca scenarist și regizor în decembrie. O mare parte din scenariu a fost scrisă în timpul pandemiei de COVID-19 din 2020, iar castingul a început în iunie 2022, după finalizarea scenariului. Teague a fost ales în rolul principal în august, titlul filmului și castingul suplimentar fiind dezvăluite în lunile următoare. Filmările au început în octombrie 2022 la Sydney și s-au încheiat în februarie 2023.

## Primire
Este așteptat ca filmul să încaseze 50-55 de milioane de dolari în primul weekend în Statele Unite și Canada, plus 80-90 de milioane de dolari în restul lumii.